# Château d'Artias
Le château d'Artias est un ancien château fort français situé sur la commune de Retournac dans le département de la Haute-Loire, en région Auvergne-Rhône-Alpes. Situé sur un éperon rocheux de 723 mètres d'altitude, il se dresse au-dessus des méandres de la Loire.
Les ruines de la chapelle (bâtie au XIIe siècle) sont inscrites au titre des monuments historiques depuis 1949.

## Histoire
La première date d'occupation du site est inconnue : le nom Artias peut avoir comme origine le mot latin "Arx" (forteresse) ; ou  être issu du gaulois "Artaos" (ours) ; ou encore d'Artaius, nom gallo-romain désignant le dieu Mercure.
L'existence d'un seigneur, Aldebert d'Artias, est mentionnée en 986 sur le cartulaire de Chamalières, mais le château, dont la première construction date de cette époque (il est remanié au XIIe siècle), est mentionné pour la première fois en 1040.
En 1165, le château est placé, par une bulle du pape Alexandre III, sous l'autorité des comtes-évêques du Puy. Puis il change à plusieurs reprises de propriétaire : de 1212 à 1220 il appartient à Pons de Chapteuil ; en 1230 il est vendu à Guigon III baron de Roche-en-Régnier ; puis devient propriété des Lévis-Lautrec (de 1344 à 1463), de la Maison de Bourbon (de 1453 à 1582), des Lévis-Ventadour (de 1582 à 1661), de la Famille de Nerestang (de 1673 à 1730), et de la famille Jourda de Vaux (de 1730 à 1789).
En 1265, le seigneur de Roche accorda une charte de franchise aux habitants d’Artias. En 1402, le roi de France, Charles VI, donne le droit au seigneur de tenir deux fois par an une foire au château, le jour de la Saint Denis. Le château fut le témoin du meurtre de Jean de Berry, secrétaire du duc Jean de Bourbon, perpétré en 1488.
Il semble qu'il n'eut de son histoire à souffrir de siège ou autre épisode guerrier.
À la Révolution, le château est abandonné puis transformé en carrière de pierres.
La chapelle avait jusqu’en 1793 le titre d'église paroissiale. Elle est, avec son clocher, inscrite aux monuments historiques depuis un arrêté du 23 septembre 1949.

## Description

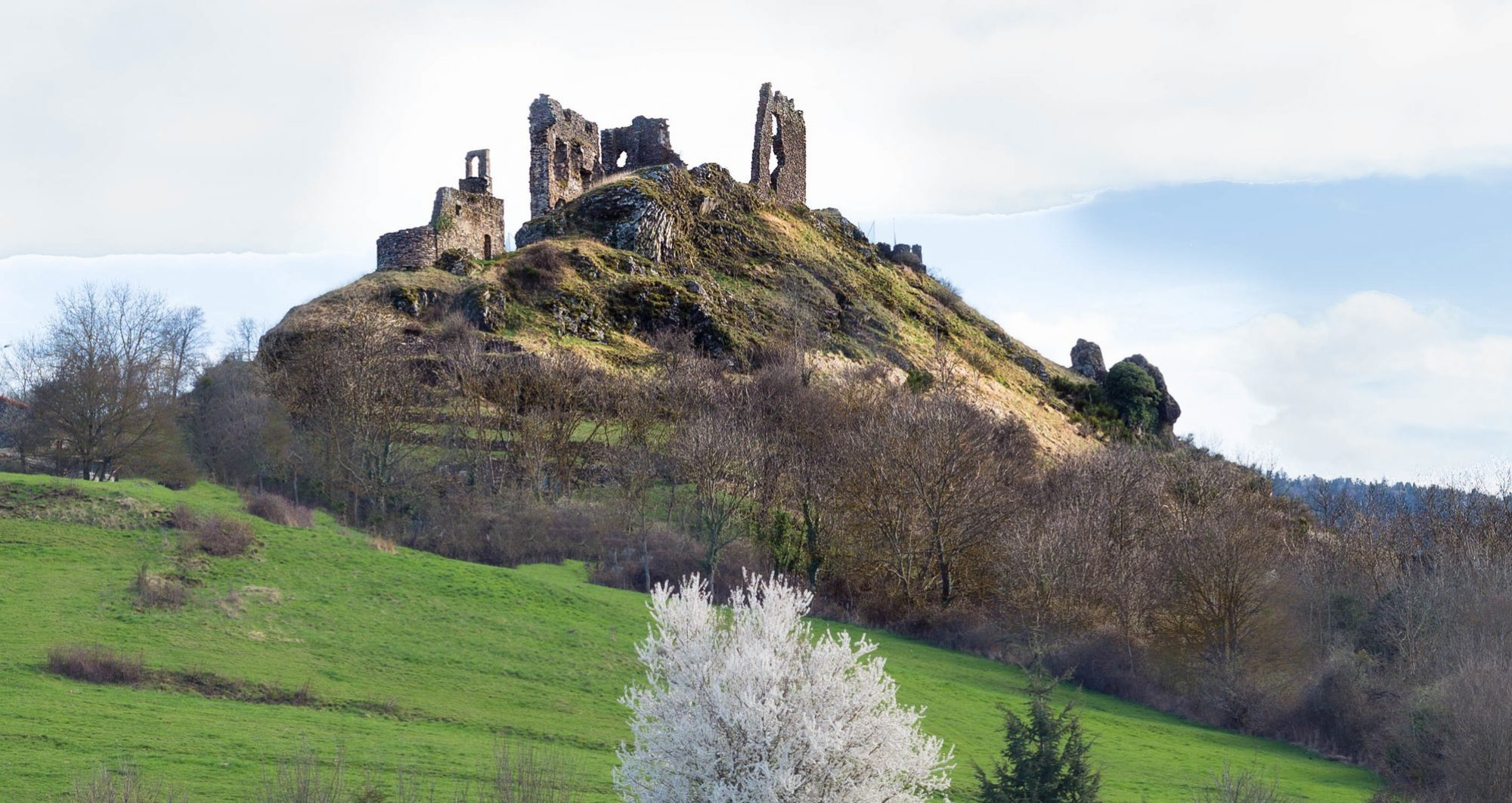
Vue du suc du château d'Artias

Perché à 723 mètres d’altitude, sur un bloc basaltique de forme pyramidale qui domine les gorges de la Loire, à quelques kilomètres en amont (c'est-à-dire à l’ouest) de la localité de Retournac, le château fort d’Artias est un des plus anciens du Velay.
Parmi les ruines actuelles, on trouve quelques grands pans de muraille faisant partie de l’ancien logis seigneurial (XIVe et XIIe siècles), des restes de muraille de l’ancienne cour (XIIe siècle), les vestiges de trois tours, les restes d’une porte à l’entrée du château, et les ruines de la chapelle castrale.
Celle-ci, dédiée à Saint Denis, se dressait à l’est du château, au-dedans de la muraille d’enceinte. Si elle date de la deuxième moitié du XIIe siècle et fut bâtie dans le style roman, la porte a été refaite dans son aspect actuel vraisemblablement au XVIe ou au XVIIe siècle, et le campanile aurait été érigé au même moment.
La chapelle, qui est aujourd’hui fort délabrée et a fait l’objet de pillages, présente à l’intérieur des chapiteaux à feuillages et des arcs de décharge. Il semble qu’elle fut placée sur une des lignes de rempart pour servir d’ouvrage défensif, comme paraît l’attester la présence de petites meurtrières rectangulaires dans le mur septentrional à un mètre au-dessous de la toiture et dirigées vers le chemin d’accès du château.
Longtemps laissé à l'abandon, le site est depuis 1973 entretenu et restauré par l'association des Amis d'Artias.

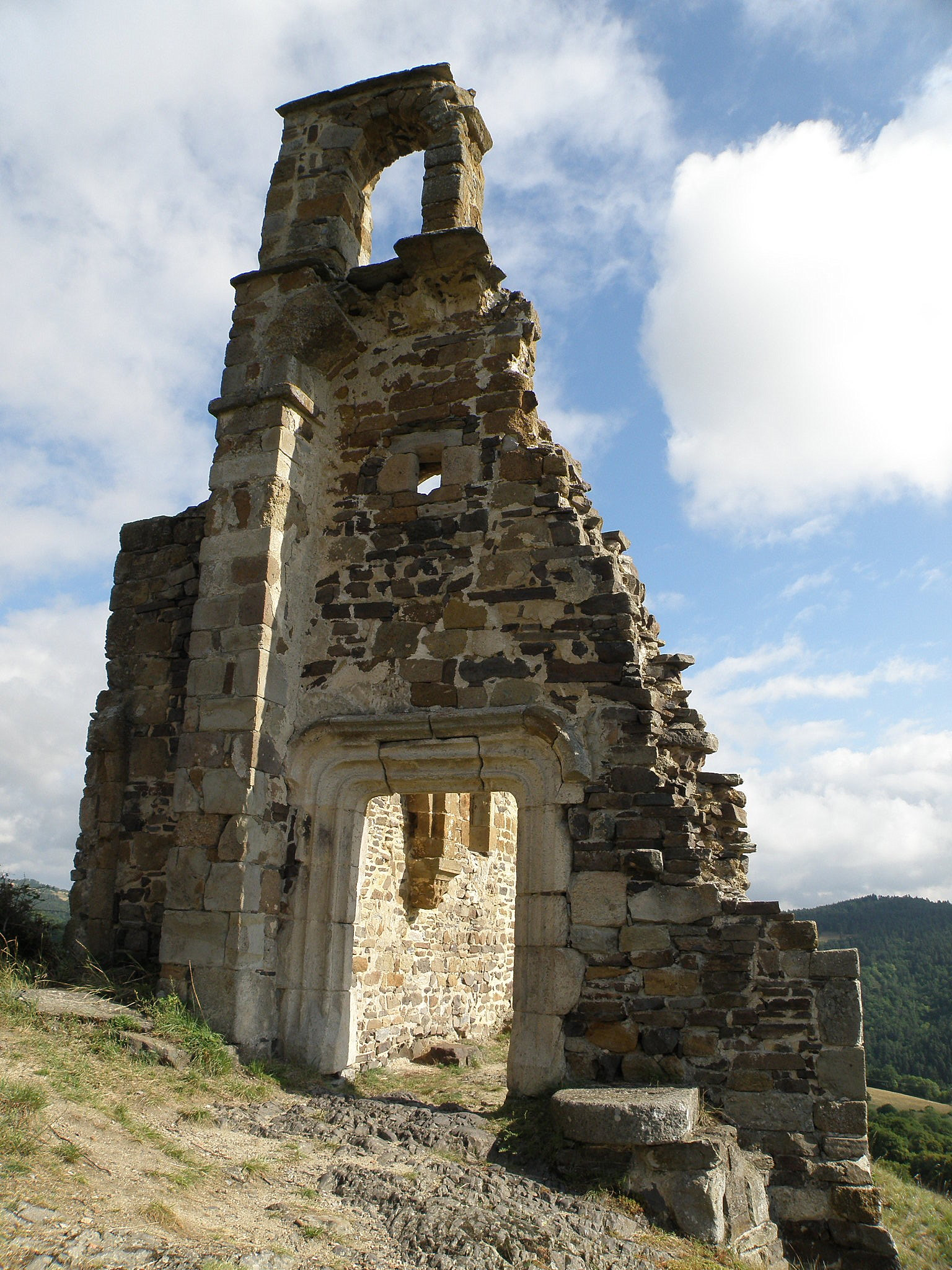
Vue de la chapelle du château d'Artias
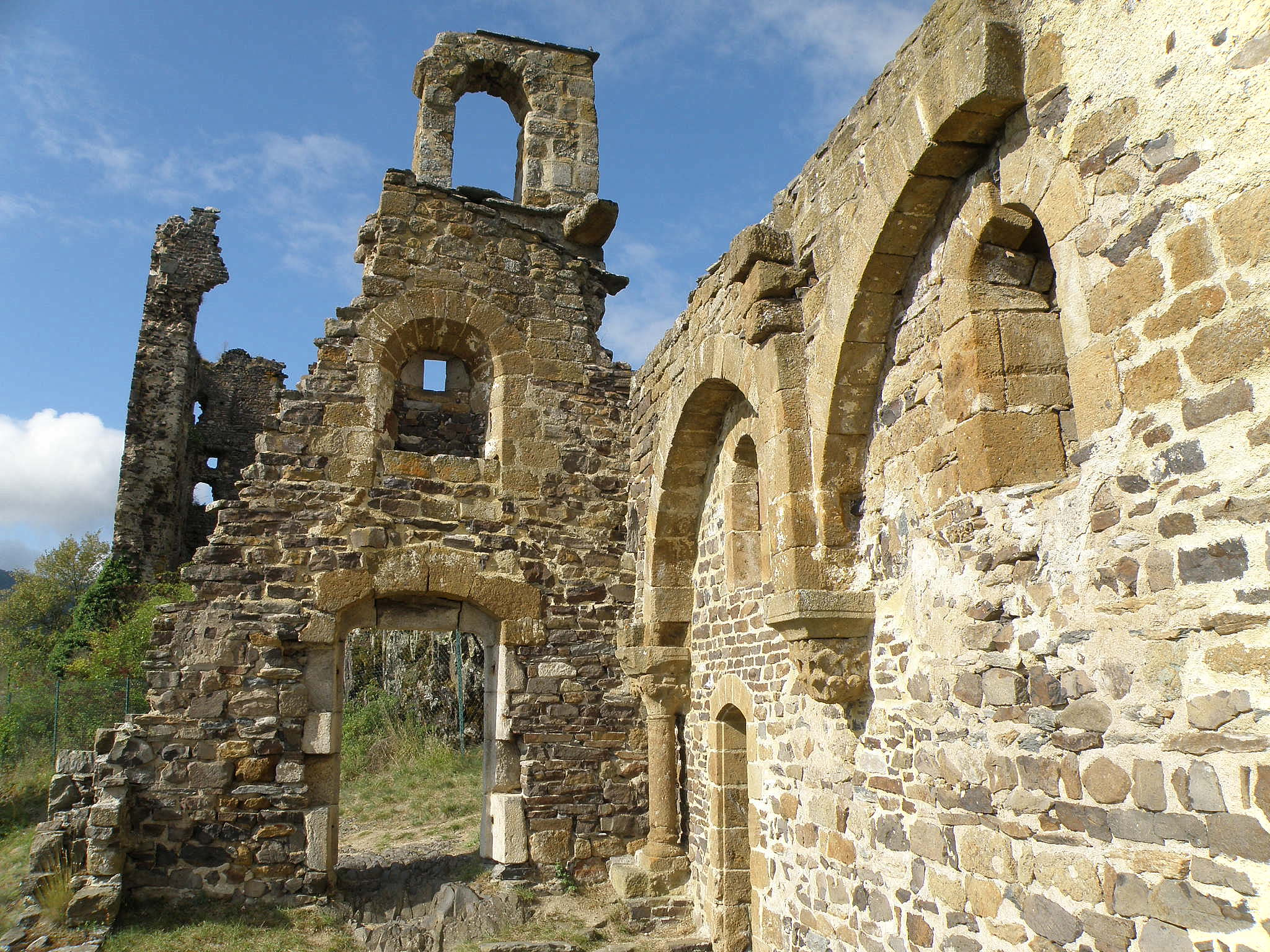
Autre vue de la chapelle du château d'Artias
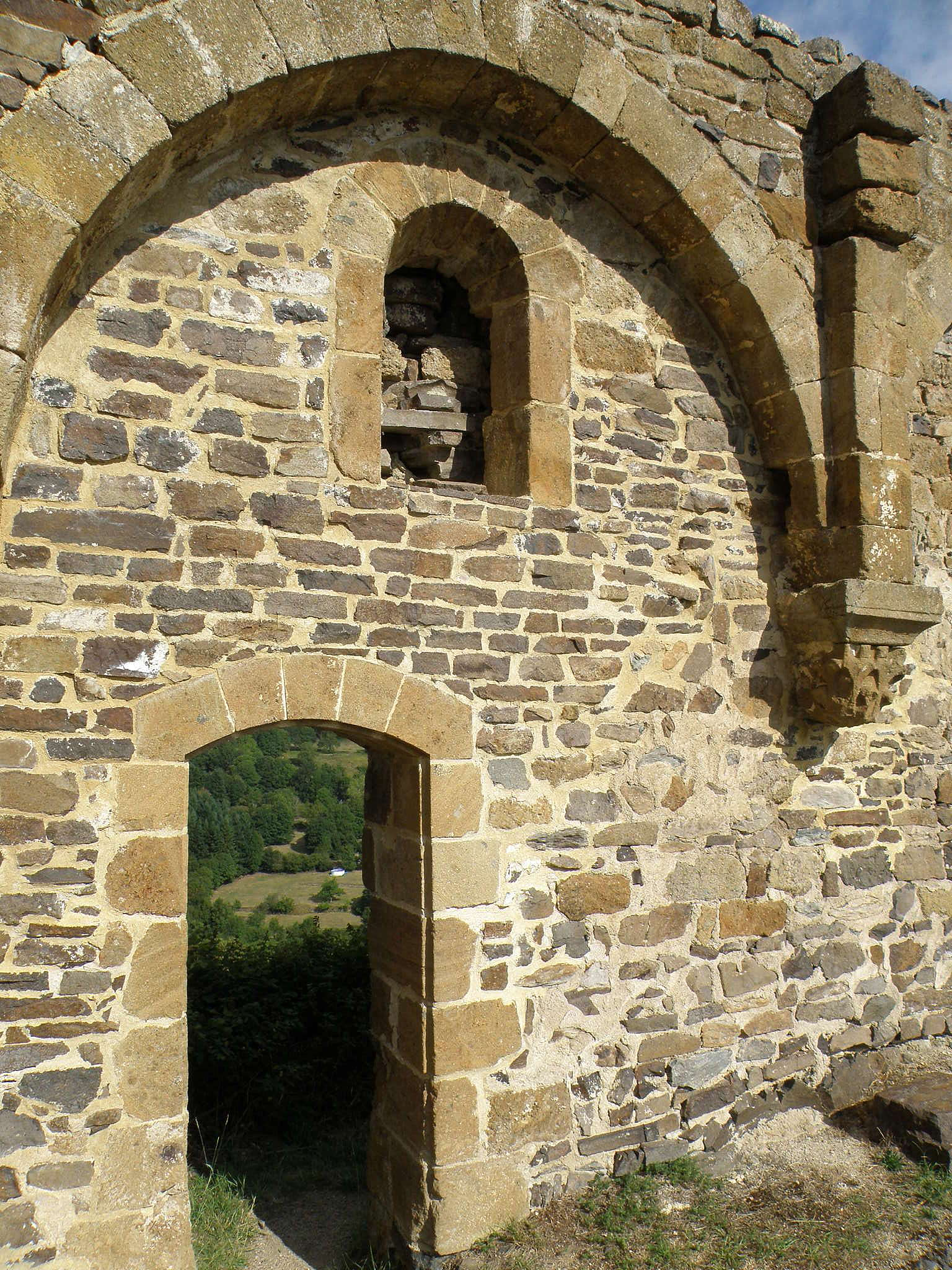
Travée de la chapelle castrale

## Animations culturelles
Au pieds du château, une maison d'accueil tenue pas l'association des Amis d'Artias expose divers objets retrouvés sur le site (monnaies, médailles, poteries, fers forgés, ossements d’animaux…) ainsi que des mises en scène d'époque, et propose des visites commentées. Des manifestations et excursions sont également organisées sur le site du château.

Un belvédère avec table d’orientation permet d’apprécier le paysage offrant des vues magnifiques sur la vallée de la Loire et les reliefs majestueux qui l'entourent.

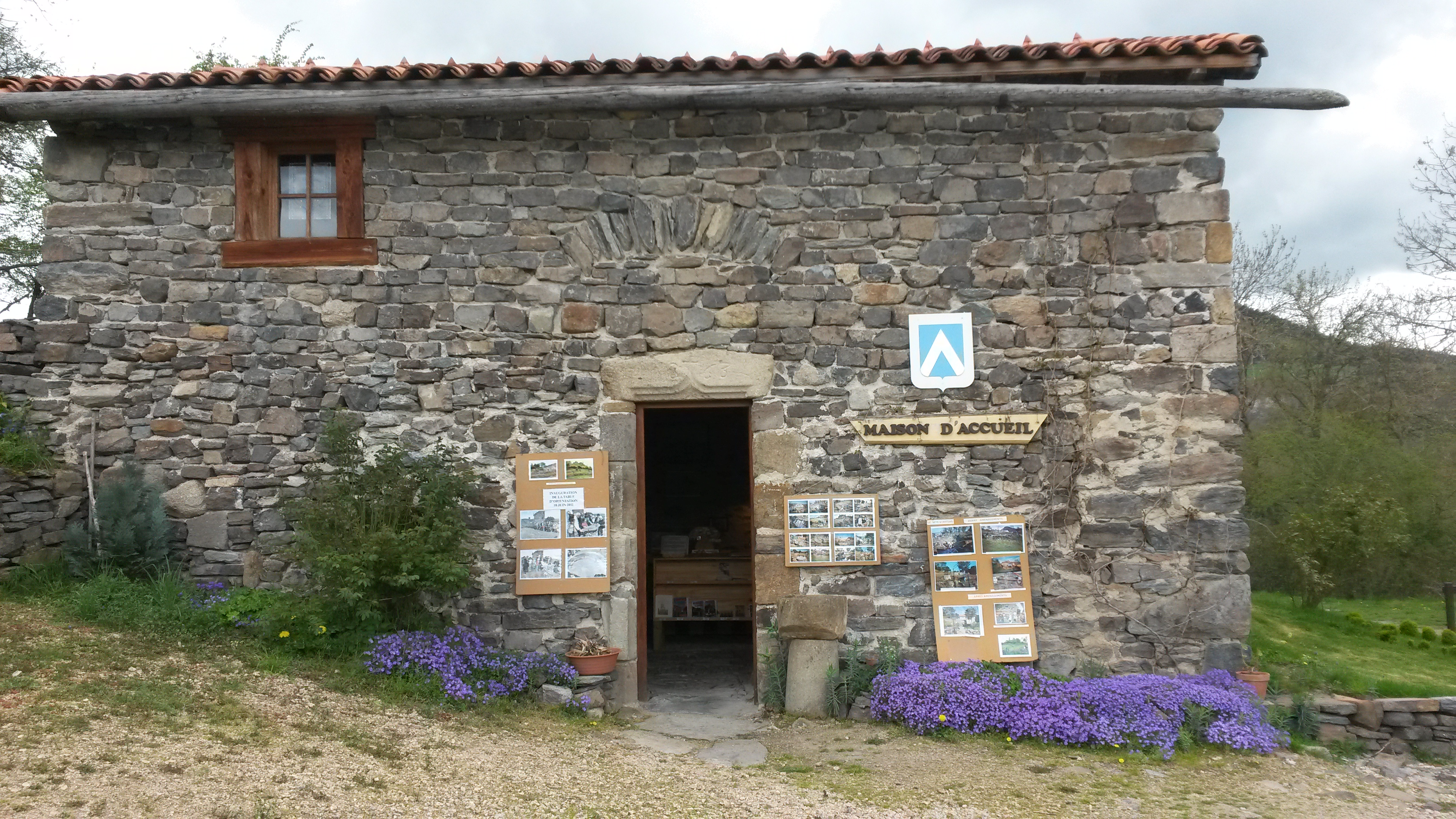
Maison d'accueil du site d'Artias
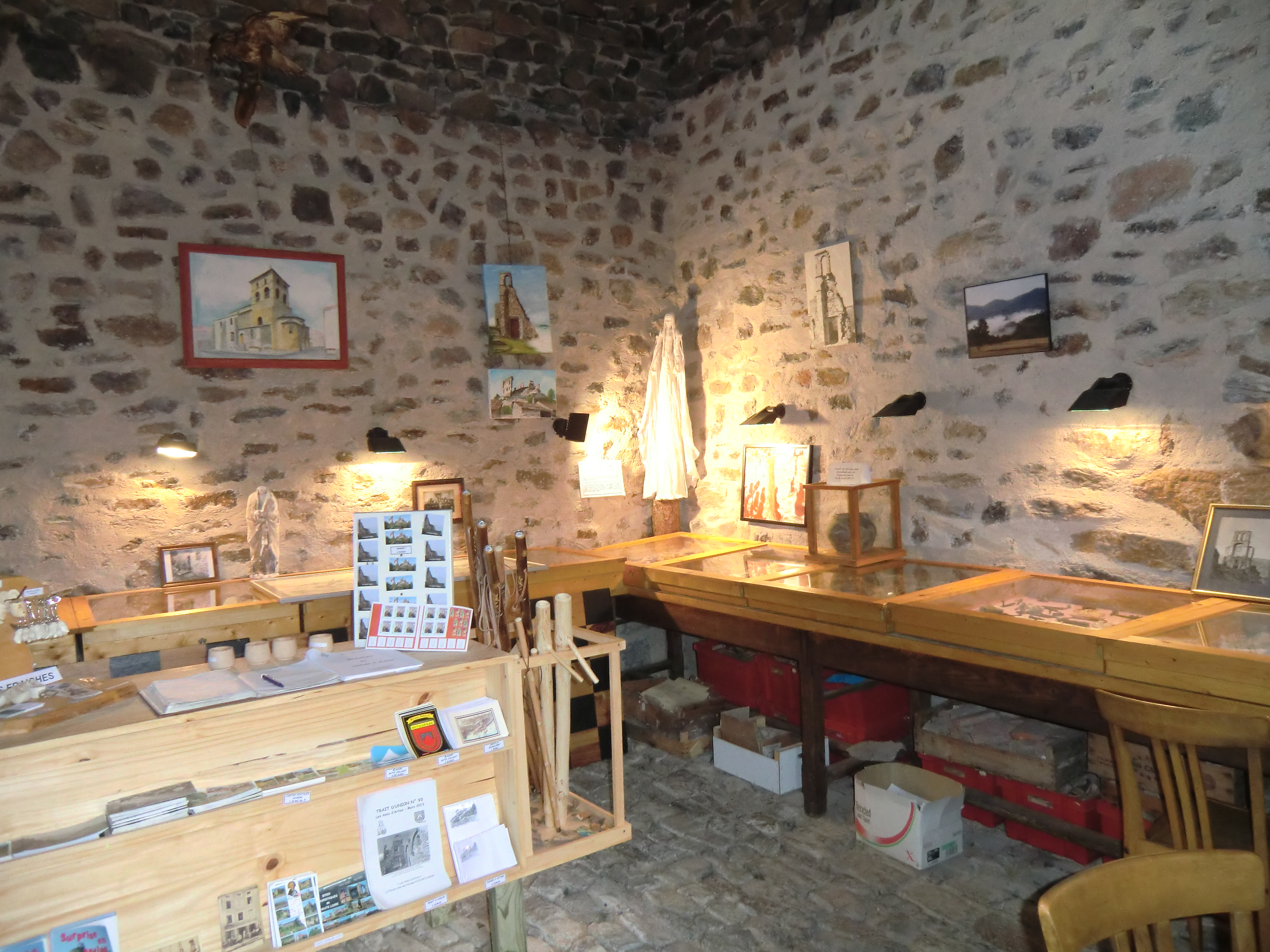
Aperçu des expositions
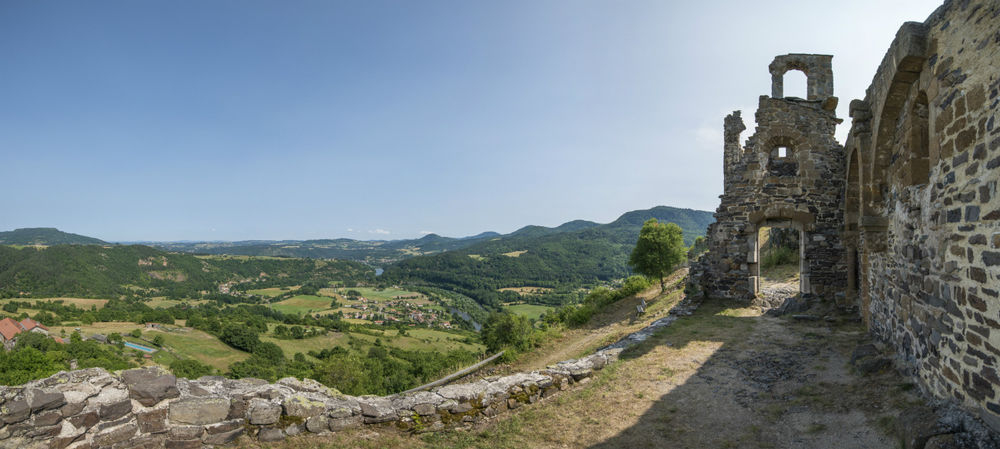
Vue depuis le site d'Artias sur la vallée de la Loire
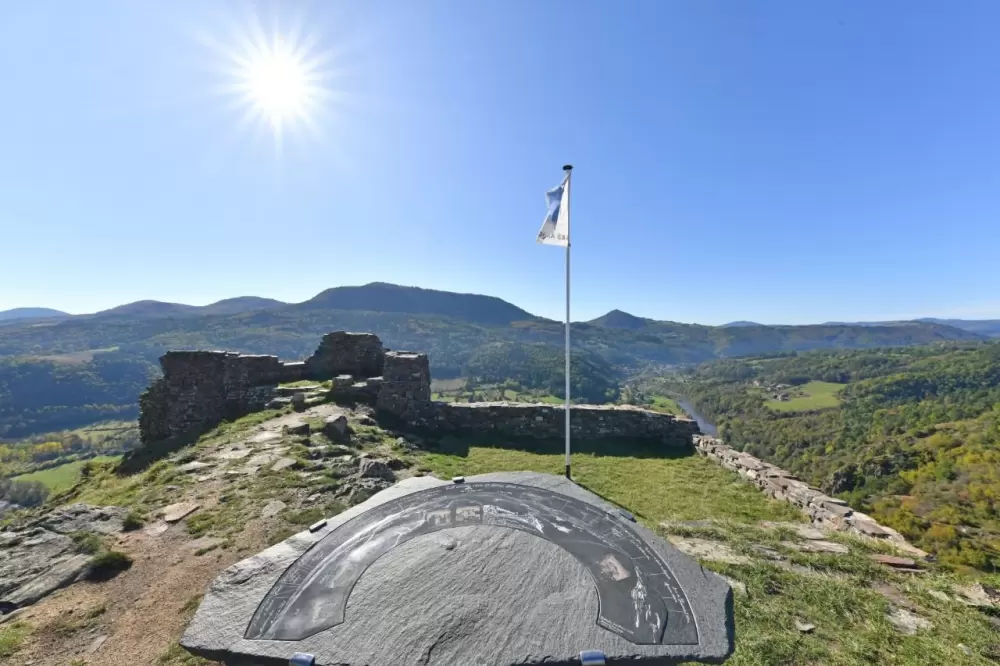
Belvédère d'Artias